# Битка на Западној Морави
Битка на Западној Морави (Битка на Парцанској коси) — вођена је од 18. до 22. септембра 1944. године и представља један од последњих великих окршаја између четника и партизана у Другом светском рату.

## Увод
У покушају да пређе реку и продре у Шумадију четнике напада 2. пролетерска дивизија. Имала је вероватно око 2.500 бораца, јер су на окупираној територији комунисти успели да спроведу само делимичну мобилизацију. Шумадију је бранила Расинско-топличка група корпуса потпуковника Драгутина Кесеровића. Под Кесеровићевом командом и даље се налазио 2. косовски корпус капетана Жике Марковића. После прва два дана битке, стигли су и делови Варваринског корпуса, као и слабије недићевске посаде из околине.
На четничку мобилизацију расписану 1. септембра омладина се радо одазвала, тако да је бројно стање Кесеровићевих јединица, према изјави америчког поручника Крамера, датој пред Комитетом за праведно суђење Дражи Михаиловићу 1946. године у Њујорку, тада износило „близу 8.000 људи”. Крушевачки историчар Адам Стошић, који је Битку на Западној Морави, скривану пола века, први описао, бележи:
„Према стратегији четничких команди, требало је задржати по сваку цену продор партизанских јединица преко Мораве. Зато су поред реке ископани ровови од Богдања до Бошњана и овде се даноноћно стражарило да би се онемогућио прелаз противника.”
После 5. септембра долазило је до готово свакодневних окршаја јужно и југозападно од Трстеника и Крушевца. Била је то увертира за одлучујућу битку, у коју комунисти полазе 18. септембра. Преко Западне Мораве они крећу на два сектора: Стопања — Селиште (изнад Крушевца) и Макрешане — Бошњане — Вратаре — Падеж (испод Крушевца), истурајући напред 4. црногорску бригаду. Три од четири батаљона ове бригаде успели су да пређу реку до четири часа поподне 19. септембра, после „оштре борбе са четницима”, како пише у комунистичком зборнику „Ослобођење Крушевца 1944”.

## Ток битке
У ноћи између 19. и 20. септембра реку прелазе и јединице које су наступале на сектору Макрешане — Падеж. Током 20. септембра водиле су се крваве борбе на левој обали Западне Мораве, али одлучујући окршаји одигравају се сутрадан, 21. септембра, када четници крећу у противофанзиву. Наводећи сведочење сељака из Беле Воде да су се партизани приликом бекства давили у Западној Морави, Стошић закључује: „Партизанске јединице доживеле су највећи пораз у крушевачком крају у току рата”.
После победе у бици на Западној Морави, Расинско-топличка група корпуса је наставила да потискује 2. дивизију у правцу Копаоника и Јастрепца. Пошто су потукли комунисте на десном крилу, четници су у ноћи између 24. и 25. септембра ослободили Александровац и Брус. У току 25. септембра комунисти су се повлачили и на левом крилу, одступивши преко Расине, на падине Јастрепца.

## Контраофанзива
Комунисти су предузели противнапад током 29. и 30. септембра. Њихове јединице поново су заузеле Брус и Александровац, али нису успеле да потисну четнике до Западне Мораве. Нова линија фронта успостављена је петнаестак километара од ове реке према Александровцу. На левом крилу, четници су 10. октобра поново одбацили комунисте преко Расине, према Јастрепцу. Следећег дана комунисти су повратили део територије. Успостављена је линија фронта на линији Љубинци — Трнавци — Горњи Степош — Доњи Степош. На тим положајима, и једне и друге ће затећи одлучујући догађаји 14. октобра.
Што се Немаца тиче, они су у ово доба у Крушевцу држали малобројне јединице, које су се једва кретале и главним друмовима. Поручник Крамер пише како му је пуковник Макдауел наредио да открије, "ако постоји, било каква врста сарадње „четника с Немцима”. Крамер је имао „неограничено право кретања и додира с народом”. Не само што није открио никакву сарадњу са Немцима, већ је заједно са четницима учествовао у акцијама против њих.

## Исход и последице
За сада је познат само један извештај о губицима током битке на Западној Морави и то је извештај Команде Српске државне страже за Моравски округ, која се налазила у Јагодини.
Све поменуте локације налазе се далеко од Западне Мораве, на левој обали реке. Доњи Крчин је на половини друма до Рековца, тј. комунисти су успели да се пробију преко Мораве чак око 20 километара, а онда су отерани око 50 километара, до надомак Блаца. Како изгледа, подаци Команде Моравског округа односе се само на губитке настале током четничке противофанзиве, која је почела на поменутим положајима. Као коначни могу се узети само наводи о рањавању два недићевца, који уједно указују на њихово минимално ангажовање.
Победа четника услед које су партизани натерани у повлачење, довела је до тога да се о овој бици ћути дужи временски период. Захваљујући историчару Адаму Стошићу, битка је први пут исцрпније описана. Ипак, на платоу између Парцана и Каменара тј. на Парцанској коси, постоји спомен обележје палим борцима у овој бици.

## Извори и референце
https://trimys.wixsite.com/37260/post/bitka-na-zapadnoj-moravi-bitka-na-parcanskoj-kosi
1. ↑  Boban, Tomic (2016-09-17). „Bitka na Zapadnoj Moravi (Bitka na Parcanskoj kosi)”. 37260 (на језику: српски). Приступљено 2022-01-09.